# Катрин Уелска
Катрин, принцеса на Уелс (на английски: Catherine, Princess of Wales), с рождено име Катрин Елизабет Мидълтън (на английски: Catherine Elizabeth Middleton) и популярна преди брака си като Кейт Мидълтън, е член на британското кралско семейство. Тя е съпруга на Уилям, принц на Уелс, внук на кралица Елизабет II, и вероятна бъдеща кралица-консорт.
Катрин е родена в Рединг и израства в Бъркшър. Завършва училище и колеж „Марлбъро“, след което следва изкуствознание в Университета на Сейнт Андрюс в Шотландия, където среща принц Уилям през 2001 г. След дипломирането си работи в сферата на продажбите и маркетинга, занимава се и с благотворителност. Годежът ѝ с Уилям е обявен през ноември 2010 и те се женят на 29 април 2011 г. в Уестминстърското абатство, тя става херцогиня на Кеймбридж. Двамата имат три деца: принц Джордж, принцеса Шарлот и принц Луи.
Катрин е патрон на над 20 благотворителни и военни организации, сред които Anna Freud Centre, Action for Children, SportsAid и Националната портретна галерия. Нейната работа е под егидата на Кралската фондация (Royal Foundation), като основните ѝ направления са свързани с грижата за децата в ранно детство, борбата с пристрастяванията и изкуството. За да насърчи хората да обърнат повече внимание на проблемите на психичното здраве, Катрин стартира кампанията Heads Together заедно със съпруга си Уилям и зет си Хари през април 2016. Медиите открояват влиянието на Катрин върху британската и американската мода и го наричат "Kate Middleton effect". Списание Тайм я включва в списъка на 100-те най-влиятелни хора през 2011, 2012 и 2013 г.
На 9 септември 2022 г. получава титлата принцеса на Уелс, когато съпругът ѝ наследява титлата „Принц на Уелс“ от своя баща крал Чарлз III. По същия начин двамата получават титлите „Херцог и херцогиня на Корнуол“.

## Ранни години
Катрин Елизабет Мидълтън е родена на 9 януари 1982 г. в Кралската бъркшърска болница в град Рединг, Англия, в семейство от висшата средна класа. Тя е кръстена в енорийската църква „Сейнт Андрюс“ в село Брадфийлд на 20 юни 1982 г.
Семейството се премества от Брадфийлд Саутенд, Бъркшър, в Аман, Йордания, през май 1984 г., където Катрин посещава детска градина на английски език. Когато семейството ѝ се завръща в Бъркшър през септември 1986 г., тя е записана на 4 години в частното училище „Сейнт Андрюс“ близо до Пангбърн в Бъркшър. В по-късните си години живее на пансион в училището. През 1995 г. семейството ѝ се премества в село Бъкълбъри, където тя учи в училище „Даун Хаус“. Мидълтън е пансионерка в колеж „Марлбъро“ – смесено училище-интернат в Графство Уилтшър, където показва спортен талант и е капитан на женския отбор по хокей на трева. Взима три A-Levels ̈(матури) през 2000 г., с „A“ по математика, „A“ по изкуство и „B“ по английски език.
Въпреки че ѝ е предложено място в Едингбургския университет, Мидълтън си взима свободна година, учи в Британския институт във Флоренция и пътува до Чили, за да участва в програма на младежката организация Рейли Интернешънъл. Работи като палубна помощничка в пристанището на Саутхамптън през лятото преди университета. Впоследствие се записва в Университета на Сейнт Андрюс във Файф, Шотландия, за да учи изкуствознание. По време на следването си работи като сервитьорка на непълно работно време. Докато следва, е удостоена със златната Награда на херцога на Единбург. Тя е и активен член на дамския университетски клуб „Лумдсден“, който всяка година организира набиране на средства и обществени проекти. През 2005 г. се дипломира с бакалавърска степен по изкуствознание.
През ноември 2006 г. Мидълтън започва работа на непълен работен ден за дванадесет месеца като купувачка на аксесоари във веригата за дрехи Джисоу. През 2007 г. курира фотографска изложба, за да отбележи представянето на книгата Time to Reflect на Алистър Морисън, за да събере средства за УНИЦЕФ. През 2008 г. прави няколко пътувания до хосписа Наоми, където носи подаръци и чете на децата. По-късно същата година организира набиране на средства на тема „80-те години на 20 век“, което събира 100 хил. паунда, разделени между Оксфордската детска болница за изграждането на отделение за лечение на педиатричен рак и Place2Be – организация, която предоставя консултации за психично здраве на деца в училище. Тя също работи до януари 2011 г. в семейния бизнес в областта на дизайна и производството на каталози, маркетинга и фотографията. Докато работи за компанията, лансира младшата марка на фирмата за малки деца и започва да работи с Фондация „Старлайт Чилдрън“, която помага на неизлечимо болни младежи, като организира партита за болните. Мидълтън също помага за координирането на бала на боксовото общество Boodles Boxing, който събира пари за благотворителност. Преди да се омъжи, тя живее в апартамент, собственост на родителите ѝ в Челси, Лондон, със сестра си Филипа.
С „Кейт“ като псевдоним на мястото на „Катрин“ медиите първоначално съобщават името ѝ като „Кейт Мидълтън“ и това име се запазва в публичната сфера въпреки промените в името и титлите ѝ по-късно в живота.

## Личен живот

### Предбрачна връзка с принц Уилям
През 2001 г. Мидълтън среща принц Уилям по време на следването им в университета „Сейнт Андрюс“, където изучават една и съща дисциплина. Твърди се, че тя привлича вниманието му на благотворително модно ревю в университета през 2002 г., когато се появява на сцената, облечена в прозрачна дантелена рокля. Стават двойка през 2003 г. През втората им година Мидълтън споделя апартамент с Уилям и двама други приятели. От 2003 до 2005 г. и двамата живеят в Балгоув Хаус в имението Стратирум с двама съквартиранти. През 2004 г. двойката за кратко се разделя, но по-късно връзката е подновена.
След дипломирането си Кейт и семейството ѝ трябва да се справят с интереса на таблоидната преса и папараците. Тя присъства на парада на Уилям в Кралската военна академия Сандхърст през декември 2006 г. През април 2007 г. те отново прекъсват връзката си и през юли 2007 г. Кейт и семейството ѝ присъстват на концерта в памет на Даяна, но отделно от Уилям, който седи през два реда. Впоследствие е съобщено, че двойката се е помирила. През май 2008 г. Мидълтън присъства на сватбата на братовчеда на Уилям Питър Филипс с Отъм Кели вместо Уилям и за първи път се среща с кралица Елизабет II.
Мидълтън присъства на процесията на Ордена на жартиерата в замъка Уиндзор през юни 2008 г., където Уилям е приет за член на ордена. През юли 2008 г. е гостенка на сватбата на лейди Роуз Уиндзор и Джордж Гилман, докато Уилям е на военна мисия в Карибите. През юни 2010 г. двойката се премества във вила в имението Бодорган Хол в Ангълси, Уелс, където Уилям живее по време на обучението си в Кралските военновъздушни сили.

### Брак и деца
Мидълтън и Уилям се сгодяват през октомври 2010 г. в Кения по време на 10-дневно пътуване до резервата за диви животни Lewa, за да отпразнуват дипломирането на Уилям от Кралските военновъздушни сили. Годежът им е обявен на 16 ноември 2010 г. Уилям ѝ дава годежния пръстен, принадлежал на майка му Даяна, принцеса на Уелс. Мидълтън, която е кръстена като дете, решава да бъде миропомазана в Англиканската църква преди сватбата си. Службата за миропомазване е на 10 март в двореца Сейнт Джеймс от епископа на Лондон в присъствието на семейството ѝ и Уилям.
Двойката се жени на 29 април 2011 г. в Уестминстърското абатство в Лондон (на деня на Света Катерина Сиенска), като денят е обявен за празник в Обединеното кралство. Оценките на световната аудитория за сватбата варират около 300 милиона или повече души, докато 26 милиона гледат събитието на живо само във Великобритания. Булчинската ѝ рокля е дело на Сара Бъртън за Александър Маккуин. Катрин приема обръщението „Нейно кралско височество херцогинята на Кеймбридж“. Двойката получава селския дом Анмър Хол в имението Сандрингам като сватбен подарък от кралицата. Катрин отглежда пчели на територията.
След брака си двойката използва Нотингам Котидж като своя лондонска резиденция. Те се преместват в 4-етажен апартамент с 20 стаи в двореца Кенсингтън през 2013 г. Ремонтът отнема 18 месеца и струва 4,5 милиона паунда. Дворецът Кенсингтън става основна резиденция на Уилям и Катрин през 2017 г. Двойката и децата им официално се преместват в Аделайд Котидж в Уиндзор през септември 2022 г.
На 3 декември 2012 г. по-рано от обичайното е обявено, че Катрин е бременна с първото си дете, тъй като тя страда от тежка форма на сутрешно гадене и е приета в болница.
Принц Джордж е роден в болницата „Сейнт Мери“ в Лондон на 22 юли 2013 г. Тежкото сутрешно гадене се завръща с последващите ѝ бременности, което принуждава Катрин да отмени официалните си ангажименти. Тя ражда принцеса Шарлот на 2 май 2015 г. и принц Луи на 23 април 2018 г. Джордж, Шарлот и Луи са съответно трети, четвърти и пети в линията на наследяване на британския трон по време на раждането си.
Уилям и Катрин притежават два английски кокер шпаньола на име Лупо и Орла.
Катрин е запалена спортистка и всяка година посещава тенис турнира Уимбълдън, обича ветроходството и от време на време участва в този спорт, за да събере пари за благотворителност.
Катрин нарича себе си „ентусиазирана любителка фотографка“ и прави официални портрети на децата си, както и на други членове на кралското семейство.

### Здраве
На 17 януари 2024 г. дворецът Кенсингтън обявява, че предишния ден Катрин е претърпяла планирана коремна операция в лондонска клиника. Тя отлага всичките си обществени ангажименти и задължения за след Великден същата година. Последвалите спекулации за отсъствието и здравословното ѝ състояние пораждат различни теории на конспирацията и привличат голямо медийно внимание.
Катрин обявява на 22 март чрез видео съобщение, заснето от Би Би Си, че следоперативните изследвания са открили рак, а дворецът казва, че от края на февруари тя е преминава превантивна химиотерапия.

## Обществен живот

### Като херцогиня на Кембридж (2010 – 2022)
Първата публична изява на Кейт с Уилям след обявяването на годежа им през ноември 2010 г. е на събитие за набиране на средства за болни от рак юноши, организирано от благотворителния „Тийнейдж Кенсър Тръст“ през декември 2010 г. Тя е официално въведена в обществения живот през февруари 2011 г., когато двойката присъства на церемония по именуване на спасителна лодка в Треардур близо до дома им, който по това време е в Ангълси, Северен Уелс. Ден по-късно те се появяват в Сейнт Андрюс, за да открият честването на 600-годишнината на университета. През март 2011 г. двойката обикаля Белфаст. Първият официален ангажимент на Катрин след сватбата е през май, когато тя и Уилям се срещат с Барак и Мишел Обама в Бъкингамския дворец. Първата кралска обиколка на Уилям и Катрин в Канада се състои през юли 2011 г. Дейностите на двойката включват посещение на тържества за Деня на Канада. Двудневното пътуване на обиколката до Калифорния е първото посещение на Катрин в Съединените щати. През октомври 2011 г. тя предприема първия си самостоятелен ангажимент на прием за благотворителната организация „Ин Кайнд Дайрект“ в Кларънс Хаус, замествайки принц Чарлз.
През ноември 2011 г. Катрин и Уилям посещават службата на УНИЦЕФ в Копенхаген, Дания. На деня на свети Патрик през 2012 г. в първия си самостоятелен военен ангажимент тя награждава с детелини ирландската гвардия в база Алдършот. През март същата година изнася първата си публична реч за откриването на детски хоспис, открит под нейния патронаж „Детските хосписи на Източна Англия“ Тя и Уилям са обявени за посланици на Летните олимпийски игри през 2012 г. в Лондон. Като част от ролята си Катрин присъства на множество спортни събития по време на игрите. През септември 2012 г. двойката предприема обиколка на Сингапур, Малайзия, Тувалу и Соломоновите острови, за да отбележи диамантения юбилей на Елизабет II в Британската общност. По време на това задгранично посещение Катрин прави първата си официална реч в чужбина, докато посещава хоспис в Малайзия, черпейки от опита си като патрон на детските хосписи в Източна Англия. Двойката присъства на други тържества на юбилея през годината, включително Парада за диамантения юбилей на река Темза през юли.
Първият ангажимент, който Катрин прави след раждането на принц Джордж, е през август 2013 г., когато придружава принц Уилям на ултрамаратон в Ангълси. В началото на март 2014 г. е обявено, че двойката ще бъде придружена от сина си на предстоящата обиколка в Нова Зеландия и Австралия от 16 до 25 април. Маршрутът на обиколката включва посещение на Дружество „Плънкит“ за деца и посещение на пострадали от пожар райони в Нов Южен Уелс. През юни 2014 г. двойката посещава Франция, за да присъства на събитие в чест на 70 години от десанта в Нормандия в Голд Бийч. През декември 2014 г. двойката е в Съединените щати и присъства на благотворителна вечеря в Музея на изкуството „Метрополитън“.
През октомври 2015 г. Катрин присъства на първия си държавен банкет в Бъкингамския дворец, даден в чест на китайския президент Си Дзинпин. През април 2016 г. тя и Уилям предприемат обиколка в Индия и Бутан. Дейностите включват посещение на детски благотворителни организации като Чайлдлайн Индия, както и посещение на двореца Линкана. По-късно същия месец двойката се среща отново със семейство Обама в двореца Кенсингтън. Двойката отново прави обиколка в Канада през септември 2016 г. През октомври 2016 г. Катрин прави първото си самостоятелно чуждестранно пътуване до Нидерландия.
Държавите, посетени от двойката през 2017 г., включват Франция, Полша, Германия и Белгия. Известно е, че Катрин обича да снима, прави официални портрети на децата си и се присъединява към Кралското фотографско общество през 2017 г. Тя посещава град Люксембург през май 2017 г. за честването на 150 години от Лондонския договор. През януари 2018 г. двойката посещава Швеция и Норвегия.
През февруари 2019 г. Уилям и Катрин правят двудневно посещение в Северна Ирландия, като посещават Белфаст, Фермана и Балимина.
През юни 2019 г. Катрин прави първия си кралски поздрав на военния парад Бийтинг Ретрийт. Тя придружава съпруга си на обиколка на Пакистан през октомври 2019 г. – първото посещение на кралското семейство в страната от 13 години. Двойката дава интервю за Си Ен Ен в Лахор, докато посещава SoS Children's Village, където Катрин изнася реч. През март 2020 г. двойката прави тридневна обиколка на Ирландия, като посещава графство Мийт, Килдеър и Голуей.
През октомври 2020 г. те се срещат с президента на Украйна Володимир Зеленски и първата дама Олена Зеленска в Бъкингамския дворец – първият кралски ангажимент, проведен в резиденцията от началото на пандемията COVID-19. През декември същата година двойката предприема тридневна обиколка на Англия, Шотландия и Уелс с кралския влак, „за да отдаде почит на вдъхновяващата работа на хората, организациите и инициативите в цялата страна през 2020 г. по време на пандемията Премиерът Борис Джонсън изразява подкрепата си за инициативата, докато първият министър на Шотландия Никола Стърджън разкритикува обиколката, цитирайки ограниченията за пътуване.
През май 2021 г. двойката се завръща в Шотландия за обширна обиколка на Единбург, Файф и Оркни. Двамата присъстват на срещата на върха на Г-7 за първи път през юни 2021 г. в Корнуол. Катрин се среща с ученици от начално училище заедно с Джил Байдън и участва в дискусия на кръгла маса за образованието в ранна детска възраст.
През февруари 2022 г. Катрин е в Дания, за да се запознае с плановете за социално и емоционално развитие на младежите, както и за да отпразнува важни събития на монарсите на двете страни. През март 2022 г. тя и Уилям предприемат обиколка на Белиз, Бахамите и Ямайка, за да отбележат платинения юбилей на Елизабет II.

### Като принцеса на Уелс
Кралица Елизабет II умира на 8 септември 2022 г. и тъстът на Катрин става крал с името Чарлз III. На следващия ден Уилям е провъзгласен за принц на Уелс, а Катрин за принцеса на Уелс. През септември 2022 г. Катрин и Уилям посещават Ангълси и Суонзи в Уелс - първото им посещение като принцеса и принц на Уелс. През февруари 2023 г. те посещават Фолмът в Корнуол, първото им посещение като херцог и херцогиня на Корнуол.

### Благотворителност
След брака си Катрин поема кралски задължения и ангажименти като всички членове на кралското семейство. Тя е патрон на над 20 благотворителни и военни организации, сред които Anna Freud Centre, Action for Children, SportsAid и Националната портретна галерия. Благотворителната работа е под егидата на Кралската фондация (Royal Foundation), като основните направления на дейността ѝ са проблемите, свързани с малките деца, психичното здраве, спорта, наркозависимостите и изкуството.
В първите години на своята благотворителна дейност Катрин се интересува от връзката между първите пет години от детството и състояния като бездомност, психично здраве и пристрастяване в по-късния живот. За да насърчи хората да обърнат повече внимание на проблемите на психичното здраве, през април 2016 Катрин стартира кампанията Heads Together заедно със съпруга си Уилям и зет си Хари. Медиите открояват влиянието на Катрин в благотворителната дейност, както и върху британската и американската мода и го наричат „Ефектът на Кейт“ (Kate Middleton effect).
От декември 2021 г. Катрин е домакин на концерт за коледни песни в Уестминстърското абатство, наречен „Заедно на Коледа“. Концертът за 2021 г. отдаде почит на онези, които имат значителен принос по време на пандемията от COVID-19. През 2022 г. събитието е посветено на почитането на усилията на отделни лица, семейства и общности в Обединеното кралство и също така отдава почит на кралица Елизабет II, а службата за 2023 г. е в подкрепа на бебета, малки деца и семейства в Обединеното кралство.

### Обществен имидж
Катрин, известна с модния си стил, е включвана в многобройни списъци на „най-добре облечените“. „Ефектът на Кейт Мидълтън“ е тенденцията, за която се съобщава, че тя има в продажбите на определени продукти и марки.
През 2011, 2012 и 2013 г. Катрин е включена в списъка на 100-те най-влиятелни хора в света на списание „Тайм“. През 2014 г. е хвалена като британска културна икона, като млади възрастни от чужбина я посочват сред група хора, които най-много свързват с културата на Обединеното кралство. Катрин е включена и в Списъка на най-добре облечените в залите на славата същата година. През декември 2022 г. е установено, че тя е вторият най-харесван член на кралското семейство от статистическата и социологическата компания YouGov, докато анкета на Ипсос от април 2023 г. предполага, че тя е най-харесваният представител. През 2023 и 2024 г. в. „Индипендънт“ включва Катрин в своя „Списък на влияние“.

## Титли, обръщения и гербове
След брака си през април 2011 г. Катрин автоматично става принцеса на Обединеното кралство, придобива обръщението Кралско височество и титлите на херцогиня на Кеймбридж, графиня на Стратърн и баронеса Карикфъргюс. Обикновено е известна като „Нейно кралско височество херцогинята на Кеймбридж“, освен в Шотландия, където вместо това е наричана „Нейно кралско височество графинята на Стратърн“.
При възкачването на трона на нейния свекър Чарлз III на 8 септември 2022 г. Катрин също става херцогиня на Корнуол и херцогиня на Ротси. Така тя за кратко носи титлата „Нейно кралско височество херцогинята на Корнуол и Кеймбридж“. На 9 септември 2022 г. кралят обявява сина си Уилям за принц на Уелс и граф на Честър, като по този начин прави Катрин принцеса на Уелс и графиня на Честър. Оттогава тя е известна като „Нейно кралско височество принцесата на Уелс“ и като „Нейно кралско височество херцогинята на Ротси“ в Шотландия.
Катрин е Дама на Големия кръст на Кралския викториански орден и носителка на Кралския семеен орден на кралица Елизабет II.

Катрин носи герба на съпруга си Уилям, обединен заедно с този на баща ѝ Майкъл. Семейният герб е предоставен на баща ѝ от Гербовия колеж на 19 април 2011 г. Томас Удкок, тогава гербов крал, старши офицер на колежа, помага на семейството с дизайна. Междувременно целият хералдически дизайн на принцесата е одобрен с кралска заповед от кралица Елизабет II след брака на принцесата. Новоодобреният герб включва добавянето на нов елемент специално за нея: кошута. 
Щитът на герба е разделен на четири части. Първата е разделена от вертикална лента на две, като вляво на червен фон има три златисти лъва на три лапи с вдигната четвърта и със син език и нокти, а вдясно на златист фон – изправен червен лъв със син език във вътрешна двойна рамка с хералдически лилии. Върху тази първа четвърт има сребриста емблема – линия с три висулки. Третата е разделена от вертикална лента на две, като вляво на син фон има позлатена арфа със сребърни струни, а вдясно на червен фон – три златисти лъва на три лапи с вдигната четвърта и със син език и нокти. Върху първата и третата четвърт има вътрешен щит, разделен на четири и увенчан от короната на престолонаследника. Втората и четвъртата четвърт са обединени със син и червен фон и V-образна златиста лента, а покрай нея има бяла тънка лента; върху им има три златисти жълъда. Разделителната линия (между два цвята) надолу по центъра е гласен герб на името „Мидъл-тън“. Жълъдите (от дъбово дърво) са традиционен символ на Англия и характеристика на Западен Бъркшър, където семейството е живяло. Трите жълъда означават и трите деца на семейството. Златната V-образна лента е алюзия към моминското име на Карол Мидълтън – Голдсмит. Двата бели по-тесни ленти покрай златистата лента символизират върховете и планините, и любовта на семейството към Езерния край и карането на ски. Бялата кошута щитодръжец отразява по-ранната кралска хералдика, като например тази на Жана Кентска, принцеса на Уелс. 
Гербът на Катрин преди брака ѝ изобразява щита от герба на баща ѝ Майкъл Мидълтън, оформен като ромб във формата на диамант, окачен на лента, символизираща нейното неомъжено състояние. Сестра ѝ Филипа също използва същия герб преди брака си през 2017 г. Нейният брат Джеймс след време ще наследи герба на баща си. Гербът, предоставен ѝ след брака, р изобразен без кръга на Кралския викториански орден, който ѝ е връчен през 2019 г.
През февруари 2013 г. кралица Елизабет II одобрява брачния герб на Херцога и Херцогинята на Кеймбридж, състоящи се от техните отделни гербове, сложени един до друг, под шлем и корона, обозначаващи статута на херцога като внук на суверена. Те са пуснати през септември същата година.

## Произход
Катрин е най-голямата от трите деца (другите са Филипа Шарлот, нар. Пипа, и Джеймс Уилям) на Майкъл Франсис Мидълтън (р. 1949 г.) и съпругата му Карол Елизабет Голдсмит (р. 1955 г.). Баща ѝ учи за пилот и става авиодиспечер в Бритиш Еъруейс, а майка ѝ е стюардеса. През 1987 г. двамата основават фирмата Party Pieces за доставка на храна и украса за партита по пощата – успешен бизнес, който ги превръща в милионери. Дядо ѝ по бащина линия е капитан Питър Франсис Мидълтън (1920 – 2010) от Лийдс, Западен Йоркшър. 
Към началото на 20 век родът Мидълтън се свързва чрез бракове с британската аристокрация и забогатява. Прадядо ѝ Ричард Ноел Мидълтън (1878 – 1951) и прабаба ѝ Олив Лъптън (1881 – 1936) приемат у дома си членове на британското кралско семейство. Родът Мидълтън има аристократични връзкиː тяхна далечна роднина е Флорънс Шунк (1868 – 1942), съпруга на Албърт Ернест Китсън, 2-ри барон Еърдейл. Прабабата Олив Кристиана Лъптън и първата ѝ братовчедка Кейт Лъптън, баронеса фон Шунк, израстват в имението Потърнютън Хол в Западен Йоркшър – седалище на семейство Лъптън. Родът Лъптън са поземлени дворяни и присъстват на коронацията на крал Джордж V и кралица Мери през 1911 г. В имението, вече несъществуващо, са живели четири поколения: прабабата Олив Мидълтън, нейният баща, политикът Франсис Мартино Лъптън (1848 – 1921), неговата майка Франсис Елизабет Лъптън и нейният баща – епидемиологът и хирург Томас Майкъл Грийнхау. Друг предшественик по бащина линия е сър Томас Феърфакс (ок. 1475 – 1520) – владетел на замъка Гилинг близо до село Гилинг Ийст, Западен Йоркшър, женен за Ан Гаскойн, потомка на крал Едуард III.
Предците на Катрин по майчина линия от рода Харисън са от работническата класа, миньори от Съндърланд и Графство Дърам. Сред по-далечните прадеди е сър Томас Кониърс, 9-ти баронет (1731 – 1810), потомък на крал Едуард IV чрез неговата извънбрачна дъщеря Елизабет Плантагенет (р. ок. 1464 г.).
|  |                             |  |  |  |  |  |  |  |  |  |  |  |  |
|  | Ричард Ноел Мидълтън        |  |  |  |  |  |  |  |  |  |  |  |  |
|  |                             |  |  |  |  |  |  |  |  |  |  |  |  |
|  |                             |  |  |  |  |  |  |  |  |  |  |  |  |
|  | Питър Франсис Мидълтън      |  |  |  |  |  |  |  |  |  |  |  |  |
|  |                             |  |  |  |  |  |  |  |  |  |  |  |  |
|  |                             |  |  |  |  |  |  |  |  |  |  |  |  |
|  | Олив Кристиана Лъптън       |  |  |  |  |  |  |  |  |  |  |  |  |
|  |                             |  |  |  |  |  |  |  |  |  |  |  |  |
|  |                             |  |  |  |  |  |  |  |  |  |  |  |  |
|  | Майкъл Франсис Мидълтън     |  |  |  |  |  |  |  |  |  |  |  |  |
|  |                             |  |  |  |  |  |  |  |  |  |  |  |  |
|  |                             |  |  |  |  |  |  |  |  |  |  |  |  |
|  | Фредерик Джордж Гласбъроу   |  |  |  |  |  |  |  |  |  |  |  |  |
|  |                             |  |  |  |  |  |  |  |  |  |  |  |  |
|  |                             |  |  |  |  |  |  |  |  |  |  |  |  |
|  | Валери Гласбъроу            |  |  |  |  |  |  |  |  |  |  |  |  |
|  |                             |  |  |  |  |  |  |  |  |  |  |  |  |
|  |                             |  |  |  |  |  |  |  |  |  |  |  |  |
|  | Констанс Робисън            |  |  |  |  |  |  |  |  |  |  |  |  |
|  |                             |  |  |  |  |  |  |  |  |  |  |  |  |
|  |                             |  |  |  |  |  |  |  |  |  |  |  |  |
|  | Катрин Елизабет Мидълтън    |  |  |  |  |  |  |  |  |  |  |  |  |
|  |                             |  |  |  |  |  |  |  |  |  |  |  |  |
|  |                             |  |  |  |  |  |  |  |  |  |  |  |  |
|  | Стивън Чарлз Голдсмит       |  |  |  |  |  |  |  |  |  |  |  |  |
|  |                             |  |  |  |  |  |  |  |  |  |  |  |  |
|  |                             |  |  |  |  |  |  |  |  |  |  |  |  |
|  | Роналд Джон Джеймс Голдсмит |  |  |  |  |  |  |  |  |  |  |  |  |
|  |                             |  |  |  |  |  |  |  |  |  |  |  |  |
|  |                             |  |  |  |  |  |  |  |  |  |  |  |  |
|  | Едит Илайза Чандлър         |  |  |  |  |  |  |  |  |  |  |  |  |
|  |                             |  |  |  |  |  |  |  |  |  |  |  |  |
|  |                             |  |  |  |  |  |  |  |  |  |  |  |  |
|  | Карол Елизабет Голдсмит     |  |  |  |  |  |  |  |  |  |  |  |  |
|  |                             |  |  |  |  |  |  |  |  |  |  |  |  |
|  |                             |  |  |  |  |  |  |  |  |  |  |  |  |
|  | Томас Харисън               |  |  |  |  |  |  |  |  |  |  |  |  |
|  |                             |  |  |  |  |  |  |  |  |  |  |  |  |
|  |                             |  |  |  |  |  |  |  |  |  |  |  |  |
|  | Дороти Харисън              |  |  |  |  |  |  |  |  |  |  |  |  |
|  |                             |  |  |  |  |  |  |  |  |  |  |  |  |
|  |                             |  |  |  |  |  |  |  |  |  |  |  |  |
|  | Елизабет Мери Темпъл        |  |  |  |  |  |  |  |  |  |  |  |  |
|  |                             |  |  |  |  |  |  |  |  |  |  |  |  |
|  |                             |  |  |  |  |  |  |  |  |  |  |  |  |